# Murilo Henrique
Murilo Henrique Pereira Rocha, mais conhecido como Murilo Henrique, ou simplesmente Murilo (Jataí, 20 de novembro de 1994), é um futebolista brasileiro que atua como meia. Atualmente joga pelo Suwon FC.

## Carreira
Cria das categorias de base do Goiás, Murilo se destacou com a camisa 17 no vice-campeonato da Copa São Paulo de Futebol Júnior de 2013. Em 2014, seu treinador Augusto César revelou que apesar de os resultados em 2014 não terem sido tão bons quanto em 2013, o time de juniores tinha mais talentos individuais e que Murilo poderia ser um dos que poderiam integrar o profissional do clube. Dias depois, foi integrado aos profissionais do clube. Estreou profissionalmente na derrota por 2 a 0 para o Fluminense, em partida válida pelo Campeonato Brasileiro de 2014. Em 8 de setembro de 2014, foi anunciada a renovação de contrato de Murilo com o clube esmeraldino, que irá até o fim de 2017.

## Títulos
Goiás
- Campeonato Goiano: 2015 e 2016, 2017,

Jeonbuk Hyundai Motors FC
- K League 1 de 2020[6]